# Олексіївка (Сарненський район)
Олексі́ївка — село у Вирівській сільській громаді Сарненського району Рівненської області України. Населення становить 328 осіб.

## Історія
Станом на 1859 рік, у власницькому селі Олексіївка (Альбинівка) налічувалося 4 дворів та 22 жителів (11 чоловіків і 11 жінок), усі православні.
У 1906 році село Вирівської волості Рівненського повіту Волинської губернії. Відстань від повітового міста 116 верст, від волості 4. Дворів 6, мешканців 42.

## Населення
За переписом населення 2001 року в селі мешкали 323 особи. 100 % населення вказали своєї рідною мовою українську мову.